# César Iturre
César Eusebio del Valle Iturre (Villa Quebrachos, 1938 - Asunción, 22 de abril de 1997) fue un político e ingeniero argentino, perteneciente al Partido Justicialista, que ocupó el cargo de Gobernador de Santiago del Estero entre el 10 de diciembre de 1987 y el 10 de diciembre de 1991.

## Gobierno
Un delfín del veterano dirigente santiagueño Carlos Juárez, lo reemplazó a éste como gobernador tras su elección en 1987. Previamente, en los sucesivos gobiernos de Juárez y sus allegados, ocupó diversos cargos en el gobierno provincial, como el de Ministro de Gobierno, en el que se desempeñó últimamente. En un principio, respondió Juárez, que tras dejar la gobernación fue elegido Diputado Nacional, a quien alabó en diversas oportunidades.

[...] Un ejemplo de ello es la figura del Dr. Carlos Arturo Juárez, estadista, orgullo de nuestro movimiento, que asumió en sus tres gestiones de gobierno, con gran responsabilidad, las necesidades humanas del pueblo y que se plasmaron en obras de justicia social aún hoy, en medio del drama económico social. Continuaremos su obra de gobierno...
Primer discurso como gobernador en la Legislatura provincial.

Sin embargo, al poco tiempo, buscó despegarse de Juárez, sumando el apoyo de sectores disidentes y de antiguos juaristas, quienes veían Juárez como autoritario. Por otra parte, su gobierno aún se veía con problemas ante la creciente pobreza en la provincia. Impulsó la sanción de la Ley de Lemas, que generó el descontento de la Unión Cívica Radical. Para las elecciones 1991, dio su apoyo a Carlos Cacho Mugica, con quien había formado una coalición de diversas fuerzas provinciales para disputarle el poder a los aliados de Juárez. Iturre por su parte, fue elegido Diputado nacional por la alianza Frente de la Corriente Renovadora.
Su casa, junto con la de otros políticos santiagueños, fue tomada por manifestantes, en el episodio conocido como Santiagueñazo.

## Muerte
Tras haber finalizado su mandato como diputado nacional, se exilió en Paraguay, denunciado una persecución por parte de Juárez y sus allegados. Desde el mismo juarismo, se promovió el inicio de diversos procesos judiciales en contra de Iturre. Gracias a sus fueros como diputado, podía evitar la cárcel por ellos.
Fue hallado muerto el 22 de abril de 1997 en su departamento de Asunción, víctima de una afección cardíaca como causa del deceso.
Un excomisario, quien se desempeñó en tareas represivas con los Juárez, Antonio Musa Azar, declaró que la muerte de Iturre realmente se trató de un asesinato ordenado por Juárez y su esposa Mercedes Aragonés. Se habría formado un grupo de tareas, con policías provinciales y colaboradores juaristas, que tenía por objetivo localizarlo para asesinarlo.
A través de las declaraciones de Musa Azar, su hijo pidió la investigación de su muerte, como así también familiares de víctimas de los Juárez.

A mi padre lo mataron con una inyección letal, en un departamento en el que vivía solo, después de las tareas de espionaje realizadas por policías santiagueños.
Cesar Eusebio Iturre (h)